# إدغار سنايدر
إدغار سنايدر (بالإنجليزية: Edgar Snyder)‏ هو محامي أمريكي، ولد في 6 سبتمبر 1941 في كونيلسفيل في الولايات المتحدة.